# Blarina brevicauda pallida
Blarina brevicauda pallida es una subespecie de musaraña de la familia soricidae.

## Distribución geográfica
Se encuentra en Norteamérica: el Canadá (Nueva Brunswick y Nueva Escocia) y los Estados Unidos (Maine).